# Parque Estadual da Costa do Sol
Der Parque Estadual da Costa do Sol (deutsch: Staatspark an der Sonnenküste) ist ein Naturschutzgebiet an der Costa do Sol im Südosten des Bundesstaats Rio de Janeiro, in Brasilien.

## Größe und Lage
Der Park wurde am 18. April 2011 durch die staatliche Verordnung Nr. 42929 gegründet. Er umfasst eine Fläche von etwa 9841 Hektar mit Naturschutzgebieten in sechs Gemeinden (Saquarema, Araruama, Arraial do Cabo, Cabo Frio, São Pedro da Aldeia und Búzios) sowie 3 speziellen Schutzgebieten Áreas de Proteção Ambienta. Insgesamt umfasst der Park 27 voneinander getrennte Umweltschutzgebiete. Das größte Gebiet befindet sich an der Küste zwischen Arraial do Cabo, an der Laguna de Araruama und Saquarema.

## Zweck
Der Park wurde gegründet, um die Reste des atlantischen Regenwalds und die damit verbundenen Ökosysteme der Küstenregionen (Salzwiesen, Mangroven, Lagunen, Sümpfe, Teiche, Inseln, Felsküsten etc.) unter besonderen Schutz zu stellen. Dieses Gebiet ist der Lebensraum von vielen bedrohten einheimischen Tieren und Pflanzen und dient als Rückzugsgebiet für seltene Zugvögel. Ein wichtiges Ziel des Schutzgebiets war weiterhin, dieses Ökosystem vor der Zersiedlung zu bewahren. Der Park ist für den Publikumsverkehr geöffnet und bietet Erholungsmöglichkeiten für die Bevölkerung, dient der Bildung und der wissenschaftlichen Forschung, ermöglicht die Entwicklung des Tourismus und fördert nachhaltiges Wirtschaften der Grundbesitzer.

## Galerie

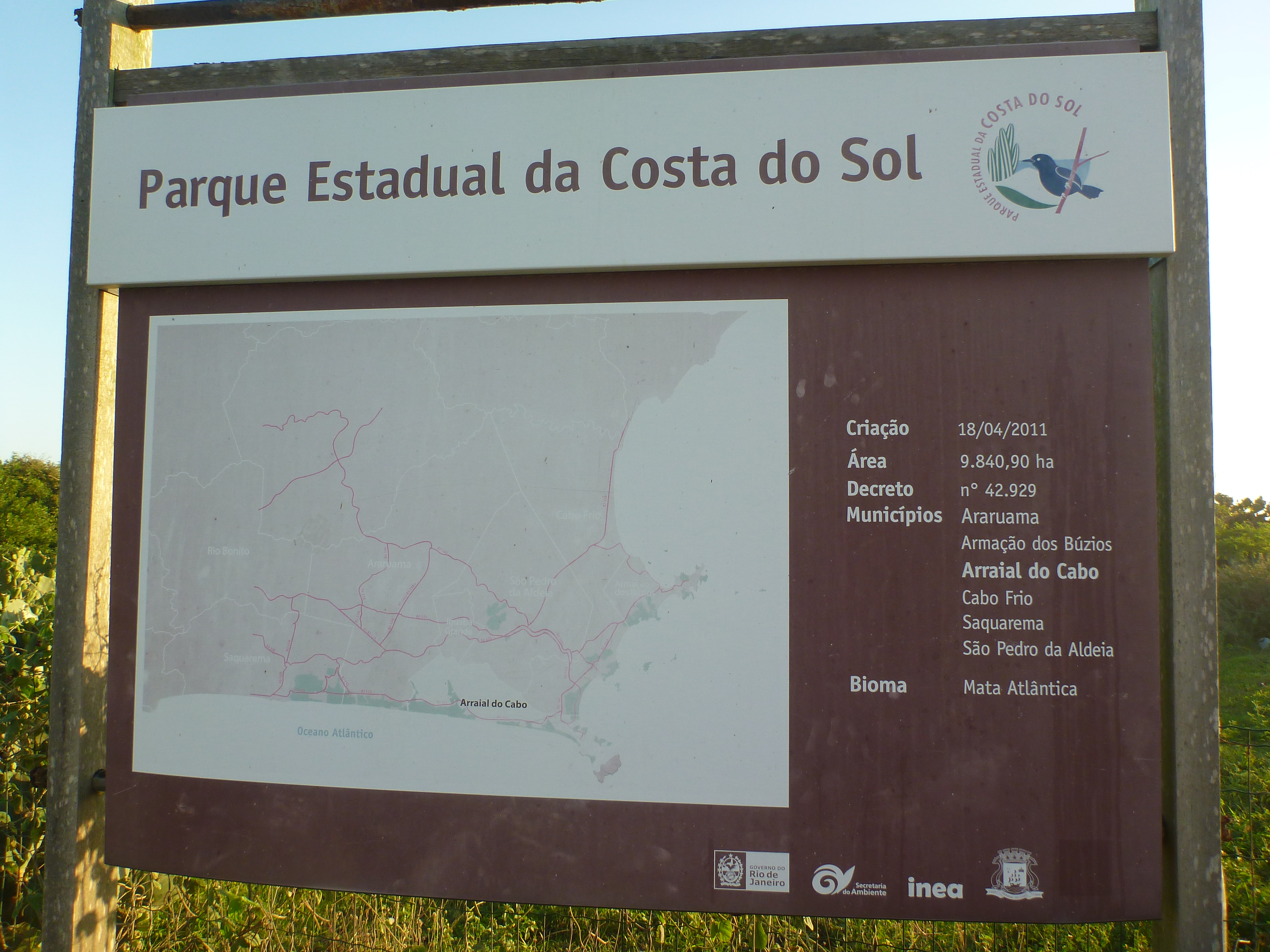
Schild am Eingang zum Park
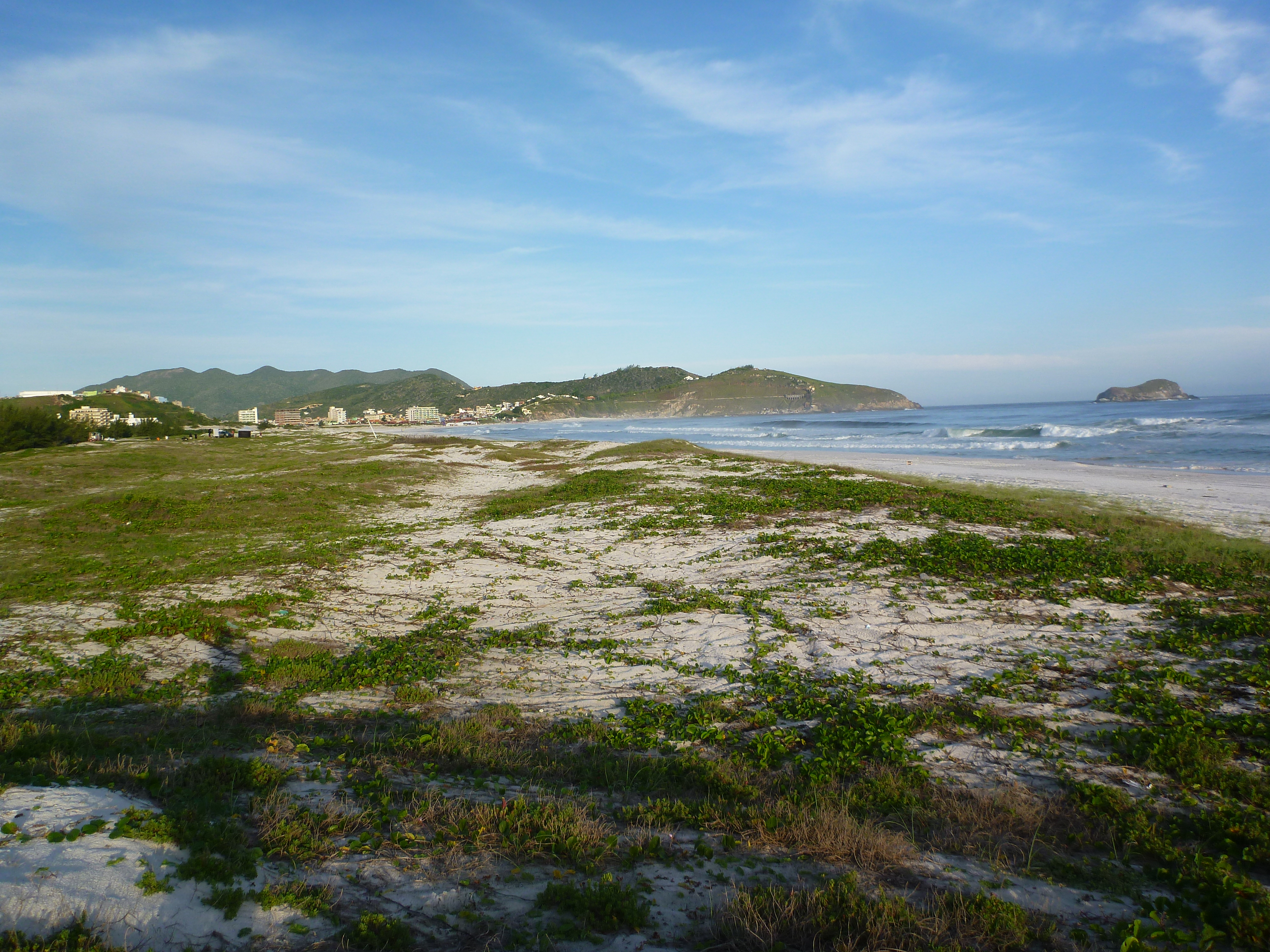
Dünenlandschaft im Park
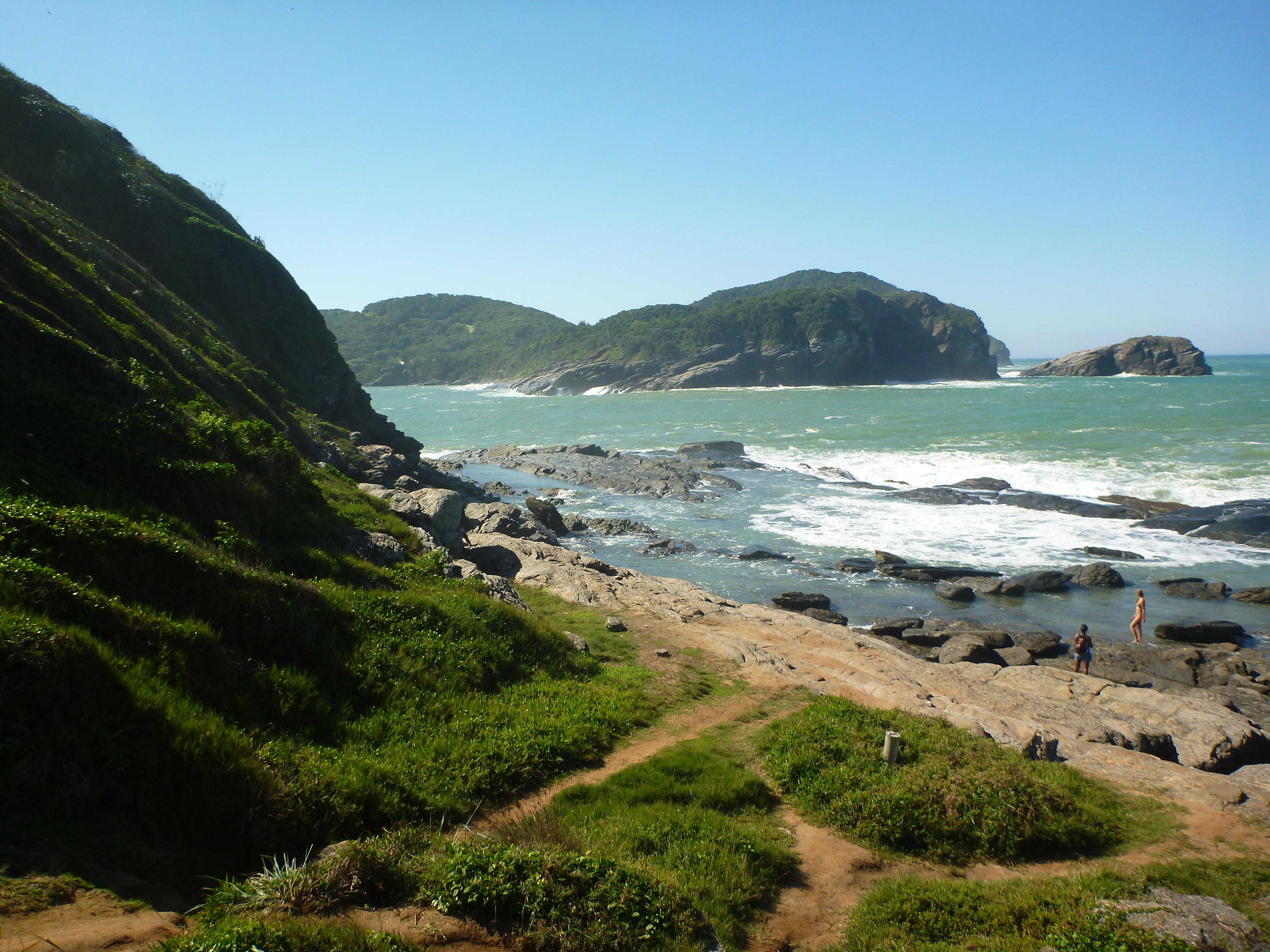
Felsküste am Ponta da Lagoinha bei Búzios
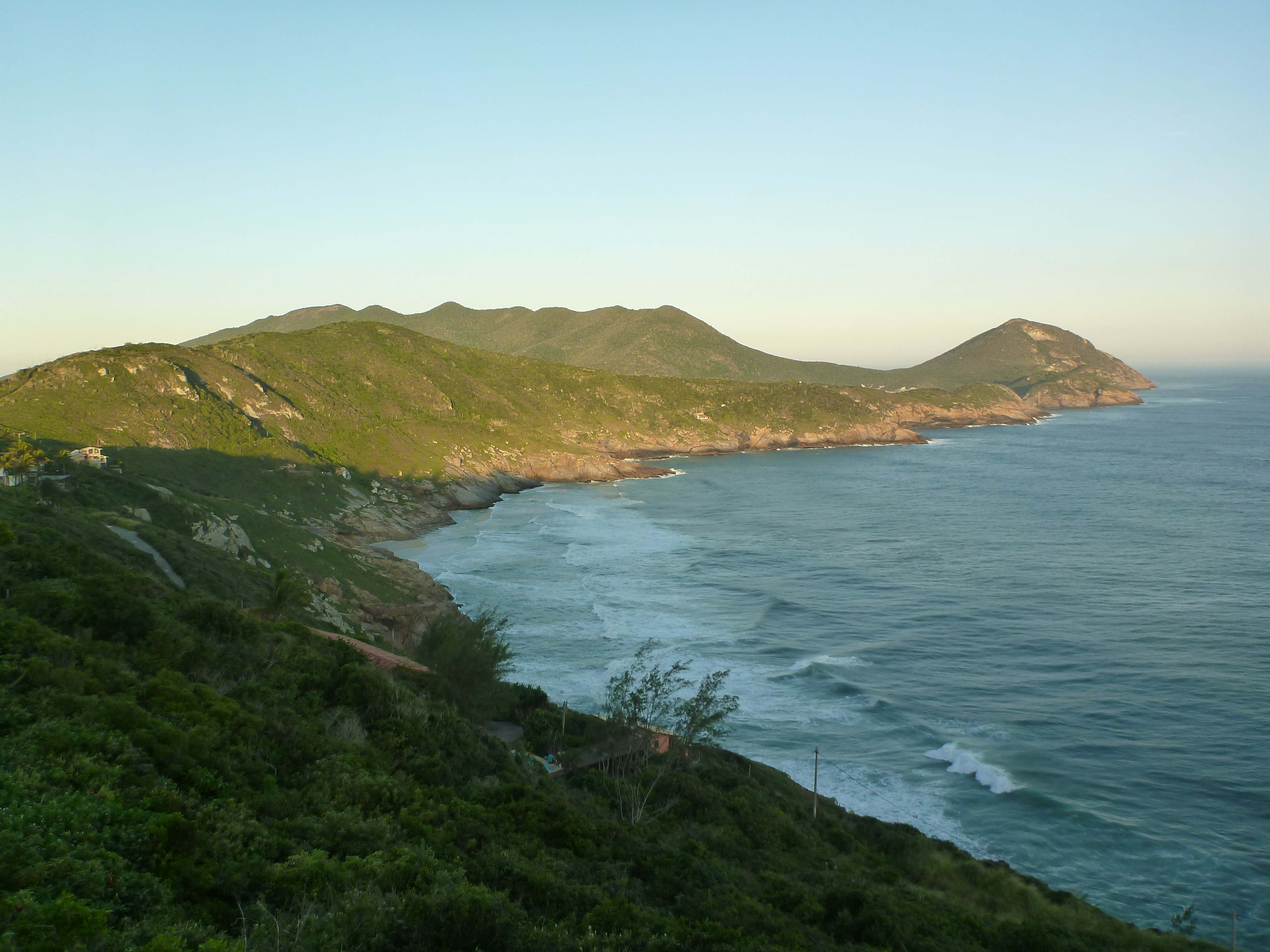
Teil der Halbinsel Pontal do Atalaia